# Orthorhynchus bidentatus
Orthorhynchus bidentatus is een keversoort uit de familie Belidae. De wetenschappelijke naam van de soort is voor het eerst geldig gepubliceerd in 1805 door Donovan.